# マルコ・カナ
マルコ・カナ（Marco Kana, 2002年8月8日 - ）は、コンゴ民主共和国出身のプロサッカー選手。U-21ベルギー代表。KVコルトレイク所属。ポジションはミッドフィールダー、ディフェンダー。

## 経歴

### クラブ
コンゴ民主共和国の首都・キンシャサで生まれ、2009年からベルギーのアンデルレヒトの下部組織でトレーニングを受けた。
17歳の誕生日を目前にした2019年8月4日、ベルギー・ファースト・ディビジョンA第2節のロイヤル・エクセル・ムスクロン戦でフィリップ・サンドレルとの交代で途中出場し、プロデビュー。10月20日、リーグ第11節のシント＝トロイデンVV戦で初めてスターティングメンバーに名を連ねると、ヘディングでプロ初ゴールを挙げ、4-1での勝利に貢献した。2020年6月17日、クラブと新たに3年契約を交わした。9月25日、再びクラブとの契約延長にサインし、2025年6月までの契約となった。
元々は守備的ミッドフィールダーであったが、ヴァンサン・コンパニの指揮のもとセンターバックとしても起用されるようになった。
2023年8月31日、出場機会を求めてコルトレイクにローン移籍。買い取りオプションは設定されていない。

### 代表
2018年以降、ベルギーの各世代別代表に選出されている。
2019年のU-17欧州選手権ではU-17代表のキャプテンを務め、4試合に先発出場した。
2020年10月9日、U-21欧州選手権予選初戦のウェールズ戦でU-21代表初出場。

## 個人成績
| 国内大会個人成績 | 国内大会個人成績 | 国内大会個人成績 | 国内大会個人成績 | 国内大会個人成績 | 国内大会個人成績 | 国内大会個人成績 | 国内大会個人成績 | 国内大会個人成績 | 国内大会個人成績 | 国内大会個人成績 | 国内大会個人成績 |
| 年度             | クラブ           | 背番号           | リーグ           | リーグ戦         | リーグ戦         | リーグ杯         | リーグ杯         | オープン杯       | オープン杯       | 期間通算         | 期間通算         |
| 年度             | クラブ           | 背番号           | リーグ           | 出場             | 得点             | 出場             | 得点             | 出場             | 得点             | 出場             | 得点             |
| ベルギー         | ベルギー         | ベルギー         | ベルギー         | リーグ戦         | リーグ戦         | リーグ杯         | リーグ杯         | ベルギー杯       | ベルギー杯       | 期間通算         | 期間通算         |
| ---------------- | ---------------- | ---------------- | ---------------- | ---------------- | ---------------- | ---------------- | ---------------- | ---------------- | ---------------- | ---------------- | ---------------- |
| 2019-20          | アンデルレヒト   | 55               | ファーストA      | 15               | 1                | -                | -                | 2                | 0                | 17               | 1                |
| 2020-21          | アンデルレヒト   | 55               | ファーストA      | 8                | 0                | -                | -                | 2                | 0                | 10               | 0                |
| 2021-22          | アンデルレヒト   | 55               | ファーストA      | 4                | 0                | -                | -                | 2                | 0                | 6                | 0                |
| 2022-23          | アンデルレヒト   | 55               | ファーストA      | 9                | 0                | -                | -                | 0                | 0                | 9                | 0                |
| 2023-24          | アンデルレヒト   | 55               | ファーストA      | 2                | 0                | -                | -                | -                | -                | 2                | 0                |
| 2023-24          | コルトレイク     | 16               | ファーストA      |                  |                  | -                | -                |                  |                  |                  |                  |
| 通算             | ベルギー         | ベルギー         | ファーストA      | 38               | 1                | -                | -                | 6                | 0                | 44               | 1                |
| 総通算           | 総通算           | 総通算           | 総通算           | 36               | 1                | 0                | 0                | 6                | 0                | 42               | 1                |